# Копли (полуостров)
Ко́пли (эст. Kopli) — полуостров на севере Таллина, Эстония. Территорию полуострова занимает одноимённый микрорайон. До 1918 полуостров назывался на немецкий манер Цигелькоппель (нем. Ziegelkoppel — «кирпичный загон»), также Коппель.

## География и описание
Полуостров вдаётся в море в 4—7км от центра города, разделяя Таллинский залив между заливами Пальяссааре и Копли, оканчивается на северо-западе мысом Копли (Коплинем), его северо-восточный берег граничит с Пальяссааре. Площадь полуострова составляет 4500 км², длина — около 3 км, ширина в основной части почти 1,5 км.
В рельефе полуострова выделяется возвышение из песчаника (абсолютная высота до 14 м), которое покрывают ледниковые отложения. Земля богата кембрийской голубой глиной. Уже в XIV веке на месте нынешнего керамического завода стояла кирпичная печь, в которой обжигали высококачественный кирпич и черепицу.

## История
До застройки полуостров был покрыт широколиственным лесом, использовавшимся некогда под загоны. Некоторые участки этого леса сохранились в виде парков.
Первые упоминания о поселениях на полуострове относятся к 1365 году. На острове располагались кирпичная мастерская, пастбище и поселение рыбаков. В 1774 году на полуострове было создано кладбище балтийских немцев-лютеран и небольшое поселение. В 1945 году кладбище было окончательно уничтожено, а на его территории была создана военная база.  После распада СССР на территории кладбища был разбит парк.
На полуострове работает три порта: порт Меэрузе, порт Беккера и Русско-Балтийский порт, который состоит из двух бассейнов с самостоятельными входами и причальной линией общей протяжённостью 2,3 км. Недалеко от него расположен бывший Балтийский судоремонтный завод (БСРЗ), в настоящее время — подразделение концерна «BLRT Grupp».